# Kazàn Adayef
Kazàn 'Kasper' Adayef is een personage uit de Vlaamse soap Thuis. Kasper werd gespeeld door Mattias Van de Vijver. Hij was van 2005 tot 2008 te zien in aflevering 1910 tot 2445. Kasper verdween toen omdat Van de Vijver zijn contract niet meer verlengde. Van de Vijver keerde terug in 2012, eerst in aflevering 3169 (als inbreker) en verder vanaf aflevering 3175 tot 3229.

## Biografie
Tijdens de kerstdagen van 2005 verblijft er een groep zigeuners in Ter Smissen. Wanneer ze vertrekken, vergeten ze Kasper. Waldek Kozinsky vindt hem in de stallen en er ontstaat meteen een band. Waldek en Rosa Verbeeck willen voor Kasper zorgen. Dat is niet zo gemakkelijk, mede door het feit dat Kasper geen Nederlands spreekt. Aisha Fawzi leert hem Nederlands en tot dan spreekt hij Russisch met Waldek.
Het sprookje blijft niet duren: Marianne Bastiaens geeft Kasper aan en hij moet naar een instelling. Waldek en Rosa dienen een aanvraag in voor pleegouderschap en na lange screenings, gesprekken en testen is hij officieel hun pleegkind. Kasper voelt zich gelukkig, maar wordt gepest op school. Na de hulp van Aisha worden de pesters zijn vrienden.
Kasper vindt ook snel een lief: Amber. Waldek en Rosa vinden Amber een goed meisje voor Kasper, in tegenstelling tot zijn volgende liefde: Nona. 
Kasper krijgt een ongeluk met zijn motor: een dronken Sam Bastiaens moet uitwijken voor hem en door dit ongeluk belandt Dorien De Backer voor de rest van haar leven in een rolstoel. Kasper moet voor de rechtbank verschijnen en krijgt een werkstraf. Na deze werkstraf heeft Kasper de smaak te pakken: hij wil stoppen met school. Hij gaat op leercontract bij Sanitechniek als loodgieter. Wanneer stiefzus Peggy Verbeeck hem vertelt over haar avonturen op een cruiseschip, besluit Kasper om als loodgieter op zulk schip te gaan werken. Ondanks het verzet van Waldek en Rosa staat zijn besluit vast. Nona wil mee, maar haakt op de bewuste dag zelf af.
In 2012 heeft Waldek groot nieuws. Kasper, die op dat moment in Polen verblijft, komt terug naar België. Al snel blijkt dat hij niet meer de brave jongen van vroeger is. Hij is verzeild geraakt in een drugsbende en heeft schulden. Tijdens de finale van het zeventiende seizoen gaat Kasper ervandoor met het geld van Franky en Tibo. Zijn plan mislukt, omdat hij tijdens zijn vlucht Simonne roerloos op de grond aantreft en bij haar blijft. Waldek en Rosa komen de waarheid te weten en helpen hem met zijn problemen. 
Wanneer hij later opnieuw wil weglopen van zijn problemen en geld uit de Noorderzon steelt, heeft hij een goed gesprek met Waldek. Hij hakt uiteindelijk de knoop door en beslist een studio te zoeken om zijn leven opnieuw op te bouwen. Wanneer hij die nacht het gestolen geld van Peggy wil terugbrengen naar de Noorderzon, krijgt hij van Peggy pepperspray in de ogen. Hij verliest zijn evenwicht en valt van de trap. Hij belandt in een diepe coma en reageert niet meer op externe prikkels. Op 2 oktober wordt hij hersendood verklaard, waarna Rosa en Waldek beslissen om zijn organen te doneren en  de stekkers eruit te trekken. Uiteindelijk overlijdt hij op 4 oktober.